# Giovanni Guidi (musicista)

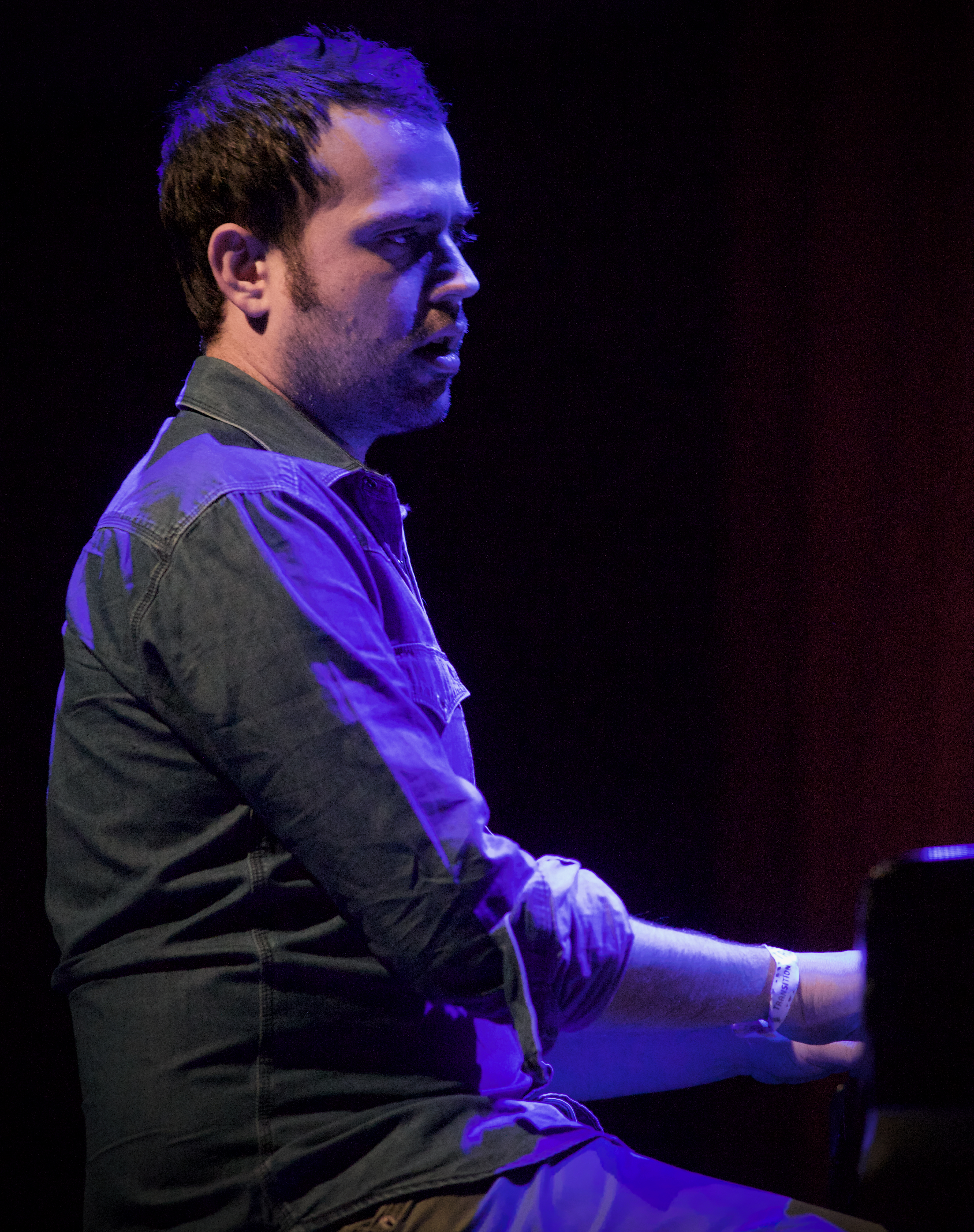
Giovanni Guidi in concerto nel 2018

Giovanni Guidi (Foligno, 6 febbraio 1985) è un pianista e compositore italiano noto sulla scena europea e internazionale come bandleader e frequente sideman del trombettista Enrico Rava.

## Biografia
Nato a Foligno, vicino a Perugia nel 1985, Giovanni Guidi inizia giovanissimo a suonare insieme a Enrico Rava che era rimasto colpito dall'intensità dell'esecuzione del giovane pianista durante i corsi estivi di Siena Jazz. Rava lo invita presto nel suo gruppo Under 21. A 17 anni inizia a suonare con Rava negli album Tribe e Rava On The Dance Floor pubblicati dall'etichetta ECM. Guidi incide il suo primo album come bandleader a 21 anni per l’etichetta Venus dal titolo Tomorrow Never Knows. Seguiranno altre registrazioni per l’etichetta Cam Jazz.
Nel 2010 Guidi pubblica la sua proposta di debutto per big-band, "The Unknown Rebel Band", modellata sulle influenze della Liberation Music Orchestra di Charlie Haden, della band Freedom Now Suite di Max Roach e della Carla Bley Big Band. La sua prima registrazione a New York per l'etichetta Cam Jazz We Don't Live Here Anymore arriva nel 2011, insieme a Guidi, Gianluca Petrella, Gerald Cleaver, Thomas Morgan e Michael Blake.
Nel 2013 Guidi firma con la famosa etichetta discografica ECM, debuttando nell'album City of Broken Dreams in un trio insieme a Thomas Morgan e João Lobo. Successivamente pubblica altri 3 album come leader prodotti da Manfred Eicher: Avec Les Temps (2019) con Morgan e Lobo; Ida Lupino (2016) con Petrella, Sclavis, Cleaver; This is the Day (2015) con Morgan e Lobo.
L’ultimo album di Guidi è un omaggio al sassofonista argentino Gato Barbieri, Ojos de Gato, pubblicato nel 2021 per Cam Jazz insieme a Guidi, Gianluca Petrella, James Brandon Lewis, Chat Taylor, Brandon Lopez e Francisco Mela.
Guidi ha vinto numerosi premi tra cui il "Top Jazz" della rivista Musica Jazz  e ha suonato sui palchi dei più importanti Festival jazz internazionali.

## Discografia
- TOMORROW NEVER KNOWS (2006)
- INDIAN SUMMER (2007)
- THE UNKNOWN REBEL BAND (2009)
- WE DON'T LIVE HERE ANYMORE (2011)
- CITY OF BROKEN DREAMS (2013)
- THIS IS THE DAY (2015)
- IDA LUPINO (2016)
- AVEC LE TEMPS (2019)
- FOR MARIO - LIVE (2020)
- REMINISCENZE (2021)
- AMORE BELLO (2021)
- OJOS DE GATO (2021)